# Greeneville
|  | Dieser Artikel wurde aufgrund von inhaltlichen Mängeln auf der Qualitätssicherungsseite des Projektes USA eingetragen. Hilf mit, die Qualität dieses Artikels auf ein akzeptables Niveau zu bringen, und beteilige dich an der Diskussion! Eine nähere Beschreibung der zu behebenden Mängel fehlt. |

Greeneville ist eine Town in Greene County im US-Bundesstaat Tennessee und Sitz der Countyverwaltung (County Seat). Das U.S. Census Bureau hat bei der Volkszählung 2020 eine Einwohnerzahl von 15.479 auf einer Fläche von 36,4 km2 ermittelt. Die Stadt ist County Seat von Greene County. Benannt ist sie nach Nathanael Greene, einem General des Unabhängigkeitskrieges.
Im November 1785 löste Greenville Jonesborough als Hauptstadt des kurzlebigen State of Franklin ab, bis dieser 1788 wieder zu North Carolina und schließlich 1796 zu Tennessee kam.
Andrew Johnson, amerikanischer Präsident von 1965 bis 1869, lebte in Greeneville, er war Bürgermeister dieser Stadt von 1834 bis 1835. Daran erinnert die Andrew Johnson National Historic Site, auf deren Grund er auch beerdigt wurde. Bekannt wurde die Stadt aber auch durch die Benennung eines U-Bootes der Los-Angeles-Klasse nach Greeneville, der Greeneville.
In der Stadt beheimatet sind die Greeneville Astros, ein Rookie-Team der Houston Astros, das in der Appalachian League, einer Minor League Baseball, spielt.

## Söhne und Töchter der Stadt
- David Barton (1783–1837), US-Senator
- Henry Wharton Conway (1793–1827), Politiker, Mitglied im US-Repräsentantenhaus
- Ambrose Hundley Sevier (1801–1848), Politiker, US-Senator
- Eliza Johnson (1810–1876), First Lady der Vereinigten Staaten, Ehefrau von Andrew Johnson
- David M. Key (1824–1900), US-Postminister
- George Washington Kirk (1837–1905), Offizier, Geschäftsmann und Farmer
- Park Overall (* 1957), Schauspielerin